# Дълбочина на рязкост
Дълбочина на рязкост или просто рязкост (още дълбочина на рязко изобразеното пространство, дълбочина на остротата, дълбочина на фокуса) (на английски: Depth of Field - DOF), е понятие използвано във фотографията. С него обозначаваме пространството пред фотообектива между най-близкия и най-далечния обект, който е на фокус в кадър. Дълбочината на рязкост намалява при по-отворена бленда и се увеличава при по-затворена бленда. Обекти „на фокус“ от нула до безкрайност се фотографират с възможно най-затворена бленда и с обектив с късо фокусно разстояние.

## Физична формула
При дадени:
- фокусно разстояние на обектива {\displaystyle f} в mm, напр. 7,2 mm, 35 mm или 200 mm
- апертура, повече популярна с наименованието диафрагма или бленда и числената апертура, наричана още диафрагмено число. Последната са означава с {\displaystyle \kappa } / напр. 2,8; 5,6; 8; или 22/. Представлява отношението между линейните размери на фокусното разстояние на обектива и диаметъра на отвора на диафрагмата. Светлосилата на обектива се намалява с увеличаването на това число, т.е. колкото това число е по-голямо, толкова по-малко светлинен поток преминава през обектива към светлочувствителния слой на филмовата лента или електронния матричен сензор. Това е причината при слънчево време да фотографираме с бленда 11 или 16, а при мрачно или облачно с бленда 4; 5,6 или 8. Или изразено математически:

{\displaystyle \kappa ={f \over D}}, където {\displaystyle f} е фокусното разстояние на обектива, а D e диаметърът на блендата.
- разстояние до фокусирания обект, измерено от средата на лещата {\displaystyle g} в mm, напр. 500 mm

В зависимост от използваната камера:
- диаметър на кръгчето на размиване (circle of confusion), {\displaystyle Z} в mm, напр. 0,006 mm

Колко е допустимото разфокусиране върху фотолентата (или светлочувствителния сензор), изразено като кръгче на разсейване е величина, зависеща от остротата на зрението на гледащия снимката и от това, доколко е голямо копието на снимката. Приблизително, за фотоапарат с 35 mm филм {\displaystyle Z} може да бъде зададено при {\displaystyle d} диагонал на снимката в mm:
{\displaystyle Z={d \over 1500}}
Най-прости са изчисленията, при които първоначално се изчислява хиперфокалното разстояние или така нареченото начало на безкрайността: {\displaystyle d_{h}} спрямо средата на лещата:
{\displaystyle d_{h}={f^{2} \over \kappa \cdot Z}}
Обектив, който е фокусиран на своето хиперфокално разстояние, предава рязко обектите, които се намират между половината от това разстояние {\displaystyle d_{h}} и безкрайност.
Накрая може да се изчисли най-близката точка на дълбочината на рязкост от средата на лещата {\displaystyle d_{n}}:
{\displaystyle d_{n}={g\cdot d_{h} \over d_{h}+(g-f)}}.
както и най-далечната точка {\displaystyle d_{f}}:
{\displaystyle d_{f}={\begin{cases}{g\cdot d_{h} \over d_{h}-(g-f)},&{\mbox{if  }}d_{h}>(g-f)\\\infty ,&{\mbox{if  }}d_{h}\leq (g-f)\end{cases}}}
Областта на дълбочина на рязкост {\displaystyle \Delta _{d}} се простира от най-близката {\displaystyle d_{n}} до най-далечната точка {\displaystyle d_{f}}:
{\displaystyle \Delta _{d}=d_{f}-d_{n}={\begin{cases}2{g(g-f)d_{h} \over d_{h}^{2}-(g-f)^{2}},&{\mbox{if  }}d_{h}>(g-f)\\\infty ,&{\mbox{if  }}d_{h}\leq (g-f)\end{cases}}}

### Вълнови ефекти
Точността на изображение на всички оптични образи се ограничава от ефектите на дифракция, които водят до това изображението на една точка никога да не е точно точка, а т.нар. диск на Ейри (Airy disc).
Дълбочината на рязкост на Релей се определя с
{\displaystyle d_{R}={\frac {\lambda }{2\,n\sin ^{2}u}}\,.}
Където {\displaystyle \lambda } е дължината на вълната, n показателят на пречупване на стъклото на лещата и u – ъгълът на блендата на оптичната система.
Дълбочината на рязкост на изобразяване на две съседни точки върху фотографската лента определя минимално допустимото разстояние, на което те трябва да се намират, за да се изобразят като отделни точки. Това условие се определя от критерия на Релей ({\displaystyle d>=0,61\lambda  \over nsin\theta }). За да бъдат рязко очертани две съседни точки, разликата в интензитета трябва да е 20%.
Дълбочината на рязкост на Релей е от значение при оптически системи, в които пречупването влияе силно върху изображението напр. в микроскопите или при фотолитографията (изобразяване на образи чрез осветяване, използва се в печатната техника и при изготвяне на микрочипове).

## Приложения

### Фотография
Чрез промяна на дълбочината на рязкост се постигат различни ефекти. Прилагайки тази техника погледът на наблюдателя се насочва към главния обект или мотив. При цифровата фотография поради малкото кръгче на размиване на апаратите е по-трудно да се използва този метод.
Фактори, които играят роля:
- колкото по-малка е блендата, толкова по-широка е областта на рязкост.
- колкото по-малък е изобразявания мащаб, толкова по-голяма е рязкостта. {\displaystyle m={b \over g}={f \over g-f}}, където b е големината на снимката, g разстояние до фокусирания обект от средата на лещата и f фокусната дължина на обектива

С помощта на програми може да се увеличи дълбочината на рязкост като се обединят няколко различни образа (снимки) по метода на кодиране на вълновия фронт (Wavefront coding). Програми, които поправят дълбочината на рязкост по този метод са Helicon Focus и CombineZ5

### Видео
- За момент може да бъде снимано лицето на главния герой, докато размито в дълбочина се виждат лице (методи във филми на ужасите и мелодрамите).

Вярна е само при диаметър на кръгчето = 0.033 мм

### Фотолитография
Във фотолитографията е необходимо схемите на чиповете да се изобразяват с изключителна точност, като дори и микроскопичните неравности по повърхността на маската променят дълбочината на рязкост, защото размерът им е от порядъка на ширината на линиите на схемата. Факторът на изкривяване може да бъде намален до минимум с помощта на нарочна математическа корекция и щателно механично и химическо почистване.